# Maitena Galli
Pour les articles homonymes, voir Galli.
Maitena Galli est une actrice française,.

## Filmographie
- 1971 : Les Galets d'Etretat de Sergio Gobbi
- 1971 : Les Jambes en l'air de Jean Dewever
- 1973 : La Race des seigneurs de Pierre Granier-Deferre
- 1976 : On aura tout vu ! de Georges Lautner
- 1976 : Dracula père et fils d'Édouard Molinaro
- 1977 : Ils sont fous ces sorciers de Georges Lautner
- 1979 : La Ville des silences de Jean Marbœuf
- 1983 : Attention, une femme peut en cacher une autre ! de Georges Lautner
- 1984 : Les Brésiliennes du bois de Boulogne de Robert Thomas
- 1984 : Il sesso del diavolo d'Oscar Brazzi
- 1984 : Joyeuses Pâques de Georges Lautner
- 1989 : L'Invité surprise de Georges Lautner